# Yersinia pseudotuberculosis
Yersinia pseudotuberculosis ist ein pathogenes gram-negatives Bakterium aus der Gattung Yersinia.
Der Erreger befällt in erster Linie Tiere, insbesondere Nagetiere, Hasenartige und Wildvögel und wird von diesen mit dem Kot ausgeschieden. Auch Menschen können infiziert werden, womit die durch Y. pseudotuberculosis ausgelöste Erkrankung eine Zoonose ist. Eine Übertragung auf den Menschen findet meist durch verunreinigtes Wasser oder kontaminierte Nahrungsmittel statt, Infektionen über den direkten Kontakt mit infizierten Tieren spielen keine größere Rolle. 

## Geschichte
Die durch den Erreger verursachte Krankheit wurde erstmals 1883 bei Meerschweinchen beschrieben. 1889 isolierte Pfeiffer den Erreger und nannte ihn Bacillus pseudotuberculosis. Smith und Thal ordneten das Bakterium 1965 den Yersinien zu.

## Eigenschaften
Y. pseudotuberculosis ist ein etwa 1,5–6 × 0,4–0,8 µm großes Bakterium mit wechselnder Gestalt.
Es ist begeißelt und bei Zimmertemperatur beweglich. Es bildet keine Sporen und wächst unter Sauerstoffanwesenheit (aerob). Y. pseudotuberculosis besitzt viele Gemeinsamkeiten mit Y. pestis, dem Erreger der Pest, letzterer wurde eine Zeit lang auch als Unterart von Y. pseudotuberculosis angesehen. Biochemisch verhalten sich beide Erreger annähernd gleich, so dass eine Differenzierung über die Bunte Reihe nicht möglich ist.
Man unterscheidet 20 verschiedene O-Antigene und 5 verschiedene H-Antigene. Aus deren Kombination werden 11 Serogruppen von Y. pseudotuberculosis differenziert. In Deutschland sind ausschließlich die Serotypen O:1, O:2 und O:3 verbreitet. Alle Stämme sind für Menschen und viele Tierarten grundsätzlich pathogen. Bei Infektionen in Europa wird überwiegend der Serotyp 1 gefunden, gefolgt von Serotyp 3. 
Das Bakterium ist relativ resistent gegenüber Umwelteinflüssen und kann sich bei Temperaturen über 18 Grad Celsius in Wasser vermehren. Im Boden bleibt Y. pseudotuberculosis über viele Monate infektiös. Zur Anzüchtung eignen sich alle konventionellen Nährböden, insbesondere Blutagar.
Der Erreger besitzt ein breites Wirtsspektrum. Als Reservoir gelten Nagetiere, Hasenartige und Wildvögel. Sie scheiden den Erreger mit dem Kot aus.

## Infektion beim Menschen
Beim Menschen ist Y. pseudotuberculosis neben Yersinia enterocolitica, dessen Hauptreservoir vor allem Hausschweine sind, Erreger der Yersiniose. Für Y. pseudotuberculosis sind wahrscheinlich Wildtiere das wichtigste Reservoir in Europa, der Erreger kommt jedoch auch in unbehandeltem Oberflächenwasser vor. Durch direkten Kontakt mit Wildtierkot oder durch kontaminiertes Wasser kann zudem Gemüse mit Y. pseudotuberculosis verunreinigt werden. Bisher ist wenig über die Verbreitung von Y. pseudotuberculosis in Lebensmitteln bekannt, da Lebensmittel nicht routinemäßig auf Y. pseudotuberculosis untersucht werden. Die Anzucht von Y. pseudotuberculosis aus Lebensmittel- und Umweltproben ist sehr schwierig.
Der Verzehr von Lebensmitteln, die mit Y. enterocolitica und Y. pseudotuberculosis kontaminiert sind, kann eine Lebensmittelinfektion hervorrufen. Die Inkubationszeit beträgt ein bis zwei Wochen. Die Infektion führt zu Dünndarmerkrankungen mit Befall der Lymphknoten. Vor allem Kinder und Jugendlichen entwickeln, wie auch durch Yersinia enterocolitica hervorgerufen, eine mesenteriale Lymphadenitis (Morbus Maßhoff, Maßhoff-Lymphadenitis) mit einer akuten terminalen Ileitis (sog. Pseudoappendizitis). Das Krankheitsbild kann unter den Anzeichen einer Darmentzündung (Enteritis), als scheinbare Blinddarmentzündung oder mit den Symptomen eines Morbus Crohn („Pseudocrohn“) auftreten.
Die Krankheitserreger werden zwei bis zehn Wochen lang ausgeschieden. Als Folgeerkrankung kann die Reiter-Krankheit entstehen, insbesondere bei HLA-B27-positiven Patienten. Dabei wirken Yersinien-Antikörper gegen körpereigenes Gewebe.

## Infektion bei Tieren (Rodentiose, Pseudotuberkulose, Nager-Tuberkulose)
Bei Nagetieren, Hasenartigen, Hundeartigen und Vögeln kann der Erreger ein der Tuberkulose ähnliches Krankheitsbild hervorrufen. Besonders empfänglich sind Meerschweinchen und Ratten („Rodentiose“, Nagetiere=Rodentia), Hasen und Puten. Aber auch bei Chinchilla, Nutria, Kaninchen, Fuchs, Nerz, Hausgeflügel, Kanarienvogel und Reh kann Y. pseudotuberculosis ein der Tuberkulose ähnliches Krankheitsbild hervorrufen. Der Begriff „Pseudotuberkulose“ sollte vermieden werden, da er mit der Pseudotuberkulose der Schafe und Ziegen (Erreger: Corynebacterium pseudotuberculosis) doppelt belegt ist. Auch der Begriff „Nager-Tuberkulose“ ist irreführend, da die Erkrankung nicht durch Mykobakterien verursacht wird.
Die Infektion erfolgt oral, bei Raubtieren meist durch Aufnahme infizierter Nagetiere, bei den übrigen über mit Kot verschmutztes Futter. Der Erreger bildet im Darm herdförmige Läsionen und breitet sich über das Blutgefäßsystem im Körper aus, es entsteht eine Septikämie mit Schwellung der Milz. Hier kann bei empfänglichen Tieren bereits der Tod durch Kreislaufversagen eintreten. Solche akuten Krankheitsverläufe zeigen vor allem Puten, die mit schweren Allgemeinstörungen (Atemnot, Hautverfärbungen, Lahmheit) innerhalb weniger Tage versterben.
Wird die Septikämie überstanden, entwickeln sich tuberkuloseähnliche Herde in inneren Organen (Milz, Leber, Niere, Lunge, Lymphknoten), wobei die vergrößerten Lymphknoten unter Umständen durch die Bauchwand getastet werden können. Diese subakute Form ist bei Nagetieren, Hasenartigen und Vögeln der Regelfall, die Tiere sterben nach 2 bis 3 Wochen unter Abmagerung und Lähmungen. 
Die klassischen Haussäugetiere (Hund, Katze, Schaf, Ziege, Rind, Schwein) und Ziervögel können, jedoch nur sehr selten, an subakuten Durchfallerkrankungen mit Abmagerung und Gelbsucht erkranken. Die Erkrankung verläuft so unspezifisch, dass die Diagnose zumeist erst in der Pathologie gestellt wird. Auch als Erreger von Lungenentzündungen und bei Wiederkäuern von Euterentzündungen und Fehlgeburten wurde Y. pseudotuberculosis isoliert.

## Bekämpfung
Zur Therapie eignen sich bei Tieren die meisten Breitbandantibiotika, beispielsweise eine Langzeitbehandlung mit Chloramphenicol. Die Therapie ist allerdings häufig nicht erfolgreich. Bei Meerschweinchen ist die Behandlung nahezu aussichtslos, hier sollten infizierte Tiere getötet werden.
Zur Prophylaxe wird eine konsequente Nagerbekämpfung empfohlen. Zootiere wie Affen oder Vögel können geimpft werden.